# Zanny Minton Beddoes
Zanny (Susan Jean Elisabeth) Minton Beddoes (Shropshire, luglio 1967) è una giornalista ed economista britannica, direttore di The Economist, la prima donna a ricoprire questo incarico. Ha iniziato a lavorare per la rivista nel 1994 come corrispondente per i mercati emergenti dopo essere stata per due anni al Fondo Monetario Internazionale (FMI).

## Biografia
Nata nello Shropshire, figlia maggiore di un ex ufficiale dell'esercito britannico e di sua moglie di origine tedesca. È nata sotto il nome di Susan Jean Elisabeth, acquisendo successivamente il soprannome di Zanny. Minton Beddoes ha studiato alla Moreton Hall School, vicino a Oswestry. Ha conseguito la laurea triennale al St Hilda's College, Oxford, dove ha studiato filosofia ed economia. Ha poi ottenuto un master presso l'Università di Harvard come borsista della Kennedy Scholar.
Dopo la laurea, è stata assunta come consigliere del ministro delle Finanze in Polonia, nel 1992, come parte di un piccolo gruppo guidato dal professor Jeffrey Sachs di Harvard. Ha poi trascorso due anni come economista presso il Fondo Monetario Internazionale (FMI), dove si è occupata di programmi di aggiustamento macroeconomico in Africa e nelle economie in transizione dell’Europa centrale e orientale.
Grazie a questo lavoro, è entrata a far parte dell'Economist nel 1994 come corrispondente del quotidiano per i mercati emergenti, con sede a Londra. È diventata redattrice di economia nel 1996, occupandosi della revisione della copertura economica globale da Washington DC, ed è successivamente passata al ruolo di redattore di Business Affairs, responsabile di affari, finanza e scienza. Ha iniziato come 17esimo direttore il 2 febbraio 2015 ed è stata la prima donna a ricoprire questa carica.

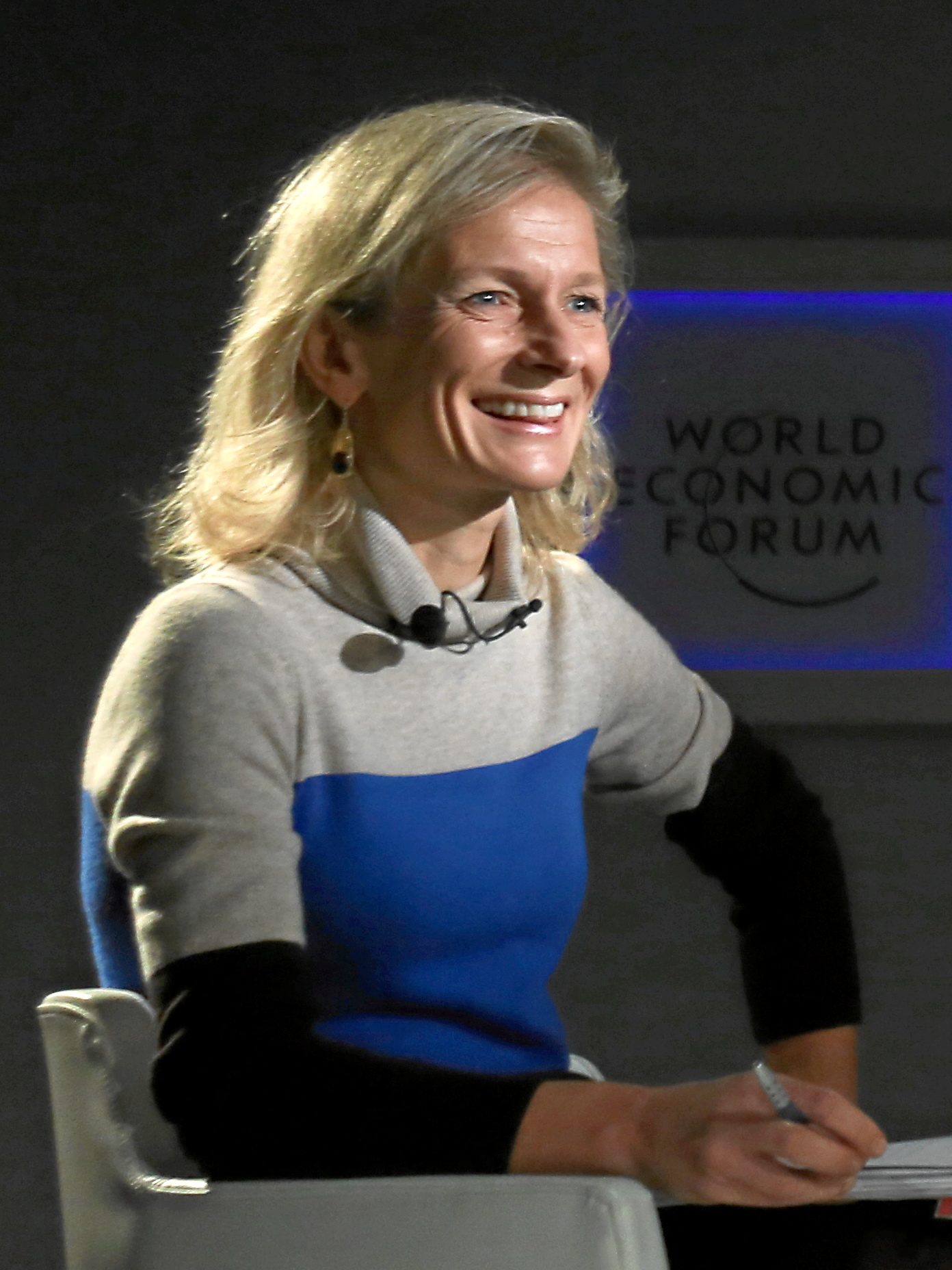
Zanny Minton Beddoes

Minton Beddoes è stata descritta dall'edizione 2015 di Debrett's 500 come "una delle voci più influenti nel giornalismo finanziario". Ha scritto indagini sull’economia mondiale, sulla finanza dell’America Latina, sulla finanza globale e sull’Asia centrale. Ha ampiamente scritto sull'economia americana e sulla politica finanziaria internazionale; l'allargamento dell'Unione Europea; il futuro del FMI e la riforma economica nelle economie in via di sviluppo. Ha pubblicato su Foreign Affairs and Foreign Policy, ha contribuito con capitoli a diversi volumi di conferenze e ha curato Emerging Asia (Asian Development Bank, 1997), un libro sul futuro dei mercati emergenti in Asia.
Nel maggio 1998, ha fornito una consulenza come esperta sull'introduzione dell'Euro alla sottocommissione per i servizi finanziari della Camera degli Stati Uniti sulla politica monetaria e il commercio internazionale, una sottocommissione della commissione per i Servizi Finanziari della Camera.
Nel 2010, Minton Beddoes ha parlato all'Università di Princeton con Peter Orszag, direttore dell'Ufficio di gestione e bilancio, e il professor Alan Blinder, presidente del Centro per gli studi di politica economica di Princeton. La loro conferferenza era intitolata "Come siamo finiti in questo pasticcio di mutui e come ne usciamo?". Nel 2012, ha tenuto la 28ª conferenza annuale di Max Rosenn su "Mettere sotto torchio la prosperità americana". Minton Beddoes è una commentatrice regolare di Marketplace e di altri programmi radiofonici pubblici. È apparsa anche sulla CNN, la BBC World Service, Charlie Rose, la PBS NewsHour, la CNBC, la NBC e Real Time con Bill Maher.
È amministratrice fiduciaria del Carnegie Endowment for International Peace e membro del comitato consultivo per la ricerca del Comitato per lo sviluppo economico.
Nel 2015, Minton Beddoes è stata una dei 133 invitati alla 63ª conferenza di Bilderberg, un evento solo su invito di importanti leader aziendali, politici, accademici, per una discussione informale sulle questioni mondiali.

## Premi e riconoscimenti
- 2012 - Premio Gerald Loeb Commentary[15]
- 2017 - Premio Gerald Loeb per Breaking News[16]
- 2018 - Premio Ludwig Erhard per il giornalismo economico[17]

## Vita privata
È sposata con il giornalista e scrittore di origine britannica Sebastian Mallaby. Hanno quattro figli.